# Peliala abstractalis
Peliala abstractalis là một loài bướm đêm trong họ Erebidae.